# La mel i les vespes
La mel i les vespes és una comèdia en tres actes, original de Josep Pous i Pagès, estrenada al teatre Romea de Barcelona, la vetlla del 30 de març de 1918.
L'acció passa en una vila catalana, cap de corregiduria, el mes de març de 1820.

## Repartiment de l'estrena
- La Rosa: Elvira Fremont.
- La Serafina: Antònia Verdier.
- Donya Providència: Teresa Arquer.
- Donya Concòrdia: Maria Àngela Guart
- Don Valentí: Enric Giménez.
- Don Brauli Lluís Mir.
- Don modest: Emili Ginestet.
- El Doctor Novelles: Joan Munt-Rosés.
- El Senyor Dionís: Evarist Pallach.
- En Jeremies: Miquel Sirvent
- L'Aleix: Josep Alonso.
- En Maties: Bartomeu Pujol.
- En Llorencet: Josep M. Camprodon.
- Mossos de l'esquadra, senyors, menestrals i jornalers.